# كارول هوفمان
كارول هوفمان (بالبولندية: Karol Hoffmann)‏ هو منافس ألعاب قوى بولندي، ولد في 10 أغسطس 1913 في Orliczko ‏ في بولندا، وتوفي في 28 فبراير 1971 في بوزنان في بولندا.

## وصلات خارجية
- كارول هوفمان على موقع أوليمبيديا (الإنجليزية)
- كارول هوفمان على موقع اللجنة الأولمبية البولندية (مؤرشف) (البولندية)